# Iris Brosch
Iris Brosch (* 1. července 1964 Německo) je německá módní, portrétní a umělecká fotografka, umělkyně pracující s videem a performerka.

## Život a dílo
Pracuje jako módní, portrétní a umělecká fotografka. Své snímky publikovala v časopisech jako Vogue, Uomo Vogue britském Marie Claire, francouzském Elle, M&S Swimwear Magazine, FHM, Harper’s Bazaar a řadě dalších. V roce 2009 fotografovala se společností Dessous pro magazín Linie International. Nasnímala reklamní kapaně pro firmy jako jsou například Hugo Boss, Pantene, Tommy Hilfiger, Escada, Maybelline, Virgin Records, Campari nebo Renault. Módní reklamní fotografie zhotovila pro designery a módní značky jako jsou Intermix a Kaufmann Franco (The New Sensualists). Fotografovala modelky jako jsou Sophie Dahl, Claudia Schiffer, Eva Padberg a Lauru Ponteovou jako Fridu Kahlo.
Ve svých fotografiích žen se soustředí na jejich ženství a sílu. Ženy jsou její hrdinky. Chce se zaměřit na duše a intelekt žen. Ženy zobrazuje v jejich "pevné dokonalosti".
V roce 2008 se prezentovala na festivalu Festival International de la Photographie de Mode v Cannes. V roce 2010 měla výstavu All about Colours ve Vídni. Pozitivně se o ní vyjádřil server artnet.
Zastupuje ji curyšská firma Agentur Visualeyes International, jinak žije v New Yorku a Paříži.

## Výstavy (výběr)
- 2011: 54. Biennale di Venezia, Performance
- 2010: Art Basel, Miami art museum & XXXXMAG, Video
- 2009: Venice Biennale, Performance
- 2008: Cannes, Festival International de la Photographie de Mode
- 2006: New York, ICP, exhibition and auction
- 2005: 51. Biennale di Venezia, Ausstellung, Performance, Video[13]
- 2002: „Different Views“, Ausstellung in Wien[14]

## Publikace
- NAKED WOMEN, The female nude photography from 1850 to the present day, Thunder's Press 2001
- FEMMES, Masterpieces of Erotic Photography, Carlton Books